# Torneo Apertura 2005 (Chile)
El Campeonato Nacional de Apertura “BancoEstado” de Primera División de Fútbol Profesional, año 2005 fue el primer torneo de la temporada 2005 de la primera división chilena de fútbol. Comenzó el 21 de enero y finalizó el 9 de julio de 2005.
El trofeo fue ganado por Unión Española, tras derrotar a Coquimbo Unido por 1-0 y 3-2, en los partidos disputados en el Estadio Santa Laura (en la ida) y en el Estadio Francisco Sánchez Rumoroso (en la vuelta). Desde el inicio de los torneos cortos, Unión Española ha sido el equipo de más baja ubicación en la tabla de posiciones de la Fase Regular del campeonato (aunque primero en su grupo, terminó 9° en la general) en obtener el Torneo. Fue, adicionalmente, el sexto título conseguido por los hispanos en la historia del fútbol chileno, y el primero tras 28 años, luego de la corona alcanzada en el campeonato nacional de 1977.

## Modalidad
El campeonato se jugó al estilo de los torneos de la Primera división mexicana. Los 20 equipos se enfrentaron en modalidad "todos contra todos", en una Fase Clasificatoria. 
Los equipos se agruparon en cuatro grupos de cinco equipos, clasificando a segunda ronda (play-off) los dos mejores puntajes de cada grupo. 
Existió, adicionalmente, la posibilidad de un "repechaje" en caso de que un tercero y cuarto de un grupo obtuviese un mejor puntaje en la clasificación general que el segundo de otro grupo. En este caso se jugaba un partido de repechaje en la cancha del equipo que obtuvo el segundo lugar en su grupo.

## Desarrollo
La Unión Española dirigida por el entrenador chileno Fernando Díaz basó su título en la experiencia de jugadores como José Luis Sierra y Manuel Neira, sumada a la juventud y fuerza de José Luis Jerez, entre otros. Pese a que el cuadro hispano no llegaba con grandes ambiciones a la etapa de los play-offs, eliminó a dos de los grandes favoritos al título, como lo fueron las universidades de Chile y Católica (ambas en lanzamientos desde el punto penal), y llegó a enfrentar a Coquimbo Unido dirigido por Raúl Toro, en su segunda final consecutiva, luego del Clausura 2004. Pese a cualquier consideración, la hinchada y los medios de prensa concordaron en que Unión fue "el justo campeón" del fútbol chileno, consolidando a un plantel con gran mística en un logro deportivo trascendente. Tomando en cuenta ambas fases del torneo, Unión jugó 23 partidos, ganó 9, empató 7 y perdió 8, y clasificó a Copa Libertadores 2006 producto de su título.

## Equipos por región
| Región               | N.º | Equipos |
| -------------------- | --- | --- |
| Región Metropolitana | 7   | Audax Italiano, Colo-Colo, Deportes Melipilla, Palestino, Unión Española, Universidad Católica y Universidad de Chile |
| Valparaíso           | 3   | Everton, Santiago Wanderers y Unión San Felipe                                                                        |
| Biobío               | 3   | Deportes Concepción, Huachipato y Universidad de Concepción                                                           |
| Coquimbo             | 2   | Coquimbo Unido y Deportes La Serena                                                                                   |
| Antofagasta          | 1   | Cobreloa |
| Atacama              | 1   | Cobresal |
| Maule                | 1   | Rangers |
| Araucanía            | 1   | Deportes Temuco |
| Los Lagos            | 1   | Deportes Puerto Montt                                                                                                 |

|
| Audax Italiano Universidad de Chile Colo-Colo Universidad Católica Unión Española Palestino \| Deportes Melipilla \| |
| Deportes Melipilla                                                                                                   |

|}

## Datos de los clubes
Fecha de actualización: 8 de mayo de 2005
| Equipo                    | Entrenador            | Estadio                    | Capacidad |
| ------------------------- | --------------------- | -------------------------- | --------- |
| Audax Italiano            | Jaime Pizarro         | Municipal de La Florida    | 8.500     |
| Cobreloa                  | Jorge Socías          | Municipal de Calama        | 20.000    |
| Cobresal                  | Gustavo Huerta        | El Cobre                   | 20.000    |
| Colo-Colo                 | Marcelo Espina        | Monumental                 | 62.500    |
| Coquimbo Unido            | Raúl Toro             | Francisco Sánchez Rumoroso | 15.000    |
| Deportes Concepción       | Óscar del Solar       | Municipal de Collao        | 35.000    |
| Deportes La Serena        | Víctor Hugo Castañeda | La Portada                 | 18.500    |
| Deportes Melipilla        | Guillermo Páez        | Roberto Bravo Santibáñez   | 6.500     |
| Deportes Puerto Montt     | Fernando Cavalleri    | Chinquihue                 | 13.000    |
| Deportes Temuco           | Claudio Nigretti      | Germán Becker              | 20.390    |
| Everton                   | Jorge Garcés          | Sausalito                  | 25.000    |
| Huachipato                | Arturo Salah          | Las Higueras               | 10.000    |
| Palestino                 | Fernando Carvallo     | Santa Laura                | 28.500    |
| Rangers                   | Yuri Fernández        | Fiscal de Talca            | 17.020    |
| Santiago Wanderers        | Carlos González       | Playa Ancha                | 19.000    |
| Unión Española            | Fernando Díaz         | Santa Laura                | 28.500    |
| Unión San Felipe          | Hernán Godoy          | Municipal de San Felipe    | 12.000    |
| Universidad Católica      | Jorge Pellicer        | San Carlos de Apoquindo    | 20.000    |
| Universidad de Chile      | Héctor Pinto          | Nacional                   | 66.650    |
| Universidad de Concepción | Edgardo Avilés        | Municipal de Concepción    | 35.000    |

Nota: Los técnicos debutantes en este torneo están en cursiva.

#### Cambios de entrenadores
Los entrenadores interinos aparecen en cursiva.
| Equipo                    | Entrenador            | Fechas        |
| ------------------------- | --------------------- | ------------- |
| Audax Italiano            | Roberto Hernández     | 1 - 6         |
| Audax Italiano            | Jaime Pizarro         | 7 - Presente  |
| Cobreloa                  | Nelson Acosta         | 1 - 16        |
| Cobreloa                  | Jorge Socías          | 17 - Presente |
| Deportes La Serena        | Dagoberto Olivares    | 1 - 6         |
| Deportes La Serena        | Sergio Carmona        | 7 - 8         |
| Deportes La Serena        | Víctor Hugo Castañeda | 9 - Presente  |
| Deportes Melipilla        | Juan Ubilla           | 1 - 12        |
| Deportes Melipilla        | Emiliano Astorga      | 13            |
| Deportes Melipilla        | Guillermo Páez        | 14 - Presente |
| Palestino                 | Horacio Rivas         | 1 - 7         |
| Palestino                 | Fernando Carvallo     | 8 - Presente  |
| Universidad de Concepción | Óscar Meneses         | 1 - 13        |
| Universidad de Concepción | Edgardo Avilés        | 14 - Presente |

## Fase Clasificatoria

### Grupo A
| Pos | Equipo             | Pts | PJ | G  | E | P  | GF | GC | DIF |
| --- | ------------------ | --- | -- | -- | - | -- | -- | -- | --- |
| 1   | Colo-Colo          | 32  | 19 | 9  | 5 | 5  | 34 | 24 | +10 |
| 2   | Huachipato         | 31  | 19 | 10 | 1 | 8  | 31 | 28 | +3  |
| 3   | Unión San Felipe   | 18  | 19 | 5  | 3 | 11 | 16 | 26 | -10 |
| 4   | Deportes Melipilla | 17  | 19 | 4  | 5 | 10 | 14 | 30 | -16 |
| 5   | Audax Italiano     | 16  | 19 | 3  | 7 | 9  | 22 | 32 | -10 |

### Grupo B
| Pos | Equipo                | Pts | PJ | G  | E | P  | GF | GC | DIF |
| --- | --------------------- | --- | -- | -- | - | -- | -- | -- | --- |
| 1   | Cobreloa              | 33  | 19 | 10 | 3 | 6  | 35 | 29 | +6  |
| 2   | Coquimbo Unido        | 29  | 19 | 9  | 2 | 8  | 27 | 29 | -2  |
| 3   | Deportes La Serena    | 26  | 19 | 7  | 5 | 7  | 28 | 35 | -7  |
| 4   | Santiago Wanderers    | 23  | 19 | 7  | 2 | 10 | 28 | 30 | -2  |
| 5   | Deportes Puerto Montt | 18  | 19 | 5  | 3 | 11 | 30 | 36 | -6  |

### Grupo C
| Pos | Equipo                    | Pts | PJ | G | E | P  | GF | GC | DIF |
| --- | ------------------------- | --- | -- | - | - | -- | -- | -- | --- |
| 1   | Unión Española            | 26  | 19 | 7 | 5 | 7  | 32 | 31 | +1  |
| 2   | Deportes Concepción       | 25  | 19 | 6 | 7 | 6  | 20 | 21 | -1  |
| 3   | Universidad de Concepción | 22  | 19 | 6 | 4 | 9  | 23 | 31 | -8  |
| 4   | Palestino                 | 21  | 19 | 6 | 3 | 10 | 21 | 28 | -7  |
| 5   | Deportes Temuco           | 17  | 19 | 3 | 8 | 8  | 24 | 31 | -7  |

### Grupo D
| Pos | Equipo               | Pts | PJ | G  | E | P | GF | GC | DIF |
| --- | -------------------- | --- | -- | -- | - | - | -- | -- | --- |
| 1   | Universidad Católica | 44  | 19 | 14 | 2 | 3 | 39 | 13 | +26 |
| 2   | Universidad de Chile | 39  | 19 | 12 | 3 | 4 | 36 | 19 | +17 |
| 3   | Cobresal             | 32  | 19 | 9  | 5 | 5 | 32 | 25 | +7  |
| 4   | Everton              | 30  | 19 | 8  | 6 | 5 | 32 | 27 | +5  |
| 5   | Rangers              | 28  | 19 | 7  | 7 | 5 | 24 | 23 | +1  |

 Pts=Puntos; PJ=Partidos jugados; G=Partidos ganados; E=Partidos empatados; P=Partidos perdidos; GF=Goles a favor; GC=Goles en contra; DIF=Diferencia de gol
|  | Clasificado a cuartos de final |
|  | Clasificado a repechaje        |

### Tabla general
| Pos | Equipo                    | Pts | PJ | G  | E | P  | GF | GC | DIF |
| --- | ------------------------- | --- | -- | -- | - | -- | -- | -- | --- |
| 1   | Universidad Católica      | 44  | 19 | 14 | 2 | 3  | 39 | 13 | +26 |
| 2   | Universidad de Chile      | 39  | 19 | 12 | 3 | 4  | 36 | 19 | +17 |
| 3   | Cobreloa                  | 33  | 19 | 10 | 3 | 6  | 35 | 29 | +6  |
| 4   | Colo-Colo                 | 32  | 19 | 9  | 5 | 5  | 34 | 24 | +10 |
| 5   | Cobresal                  | 32  | 19 | 9  | 5 | 5  | 32 | 25 | +7  |
| 6   | Huachipato                | 31  | 19 | 10 | 1 | 8  | 31 | 28 | +3  |
| 7   | Everton                   | 30  | 19 | 8  | 6 | 5  | 32 | 27 | +5  |
| 8   | Coquimbo Unido            | 29  | 19 | 9  | 2 | 8  | 27 | 29 | -2  |
| 9   | Rangers                   | 28  | 19 | 7  | 7 | 5  | 24 | 23 | +1  |
| 10  | Unión Española            | 26  | 19 | 7  | 5 | 7  | 32 | 31 | +1  |
| 11  | Deportes La Serena        | 26  | 19 | 7  | 5 | 7  | 28 | 35 | -7  |
| 12  | Deportes Concepción       | 25  | 19 | 6  | 7 | 6  | 20 | 21 | -1  |
| 13  | Santiago Wanderers        | 23  | 19 | 7  | 2 | 10 | 28 | 30 | -2  |
| 14  | Universidad de Concepción | 22  | 19 | 6  | 4 | 9  | 23 | 31 | -8  |
| 15  | Palestino                 | 21  | 19 | 6  | 3 | 10 | 21 | 28 | -7  |
| 16  | Deportes Puerto Montt     | 18  | 19 | 5  | 3 | 11 | 30 | 36 | -6  |
| 17  | Unión San Felipe          | 18  | 19 | 5  | 3 | 11 | 16 | 26 | -10 |
| 18  | Deportes Temuco           | 17  | 19 | 3  | 8 | 8  | 24 | 31 | -7  |
| 19  | Deportes Melipilla        | 17  | 19 | 4  | 5 | 10 | 14 | 30 | -16 |
| 20  | Audax Italiano            | 16  | 19 | 3  | 7 | 9  | 22 | 32 | -10 |

|  | Clasifican a Copa Sudamericana 2005                                        |
|  | Clasificado a Copa Libertadores 2006 como Chile 1 (tras resultar campeón). |
|  | Clasificado a Playoffs                                                     |
|  | Clasificado a Repechaje                                                    |

## Estadísticas
- El equipo con mayor cantidad de partidos ganados: Universidad Católica 14 triunfos.
- El equipo con menor cantidad de partidos perdidos: Universidad Católica 3 derrotas.
- El equipo con menor cantidad de partidos ganados: Deportes Temuco y Audax Italiano 3 triunfos.
- El equipo con mayor cantidad de partidos perdidos: Deportes Puerto Montt y Unión San Felipe 11 derrotas.
- El equipo con mayor cantidad de empates: Deportes Temuco 8 empates.
- El equipo con menor cantidad de empates: Huachipato 1 empate.
- El equipo más goleador del torneo: Universidad Católica 39 goles a favor.
- El equipo más goleado del torneo: Deportes Puerto Montt 36 goles en contra.
- El equipo menos goleado del torneo: Universidad Católica 13 goles en contra.
- El equipo menos goleador del torneo: Deportes Melipilla 14 goles a favor.
- Mejor diferencia de gol del torneo: Universidad Católica convirtió 26 goles más de los que recibió.
- Peor diferencia de gol del torneo: Deportes Melipilla recibió 16 goles más de los que convirtió.
- Mayor goleada del torneo: Universidad Católica 5-0 Deportes Melipilla (fecha 1), Cobreloa 5-0 Deportes La Serena (fecha 17).
- Partido con más goles del torneo: Deportes La Serena 3-7 Colo-Colo (fecha 6); 10 goles.

## Resultados
| Fecha 1 | Fecha 1                   | Fecha 1   | Fecha 1               | Fecha 1 | Fecha 1                    | Fecha 1     | Fecha 1 | Fecha 1 | Fecha 1 |
|         | Local                     | Resultado | Visitante             |         | Estadio                    | Fecha       | Hora    | TV      |         |
| ------- | ------------------------- | --------- | --------------------- | ------- | -------------------------- | ----------- | ------- | ------- | ------- |
|         | Huachipato                | 4 - 1     | Deportes La Serena    |         | Las Higueras               | 21 de enero | 18:00   |         |         |
|         | Palestino                 | 3 - 1     | Rangers               |         | Santa Laura                | 21 de enero | 22:00   |         |         |
|         | Deportes Temuco           | 1 - 1     | Cobresal              |         | Germán Becker              | 22 de enero | 20:30   |         |         |
|         | Coquimbo Unido            | 2 - 0     | Deportes Concepción   |         | Francisco Sánchez Rumoroso | 22 de enero | 21:30   |         |         |
|         | Everton                   | 3 - 2     | Universidad de Chile  |         | Sausalito                  | 22 de enero | 22:00   | CDF     |         |
|         | Unión San Felipe          | 3 - 2     | Santiago Wanderers    |         | Municipal de San Felipe    | 23 de enero | 16:00   |         |         |
|         | Colo-Colo                 | 2 - 0     | Deportes Puerto Montt |         | Monumental                 | 23 de enero | 19:00   | CDF     |         |
|         | Universidad Católica      | 5 - 0     | Deportes Melipilla    |         | San Carlos de Apoquindo    | 23 de enero | 21:15   | CDF     |         |
|         | Universidad de Concepción | 3 - 0     | Audax Italiano        |         | Municipal de Concepción    | 2 de marzo  | 20:30   |         |         |
|         | Unión Española            | 1 - 0     | Cobreloa              |         | Santa Laura                | 13 de abril | 20:00   | CDF     |         |

| Fecha 2 | Fecha 2               | Fecha 2   | Fecha 2                   | Fecha 2 | Fecha 2                  | Fecha 2     | Fecha 2 | Fecha 2 | Fecha 2 |
|         | Local                 | Resultado | Visitante                 |         | Estadio                  | Fecha       | Hora    | TV      |         |
| ------- | --------------------- | --------- | ------------------------- | ------- | ------------------------ | ----------- | ------- | ------- | ------- |
|         | Audax Italiano        | 1 - 1     | Everton                   |         | Municipal de La Florida  | 28 de enero | 19:45   | CDF     |         |
|         | Rangers               | 0 - 0     | Unión Española            |         | Fiscal de Talca          | 28 de enero | 21:00   |         |         |
|         | Santiago Wanderers    | 1 - 1     | Colo-Colo                 |         | Playa Ancha              | 28 de enero | 22:00   | CDF     |         |
|         | Cobreloa              | 1 - 0     | Palestino                 |         | Municipal de Calama      | 29 de enero | 16:00   |         |         |
|         | Deportes Puerto Montt | 1 - 2     | Universidad Católica      |         | Chinquihue               | 29 de enero | 18:30   | CDF     |         |
|         | Deportes Concepción   | 1 - 1     | Huachipato                |         | Municipal de Collao      | 29 de enero | 21:00   |         |         |
|         | Deportes Melipilla    | 0 - 0     | Deportes Temuco           |         | Roberto Bravo Santibáñez | 29 de enero | 21:15   |         |         |
|         | Deportes La Serena    | 2 - 0     | Universidad de Concepción |         | La Portada               | 29 de enero | 22:00   |         |         |
|         | Cobresal              | 2 - 1     | Coquimbo Unido            |         | El Cobre                 | 30 de enero | 16:00   |         |         |
|         | Universidad de Chile  | 2 - 0     | Unión San Felipe          |         | Santa Laura              | 30 de enero | 19:30   | CDF     |         |

| Fecha 3 | Fecha 3               | Fecha 3   | Fecha 3                   | Fecha 3 | Fecha 3                    | Fecha 3      | Fecha 3 | Fecha 3 | Fecha 3 |
|         | Local                 | Resultado | Visitante                 |         | Estadio                    | Fecha        | Hora    | TV      |         |
| ------- | --------------------- | --------- | ------------------------- | ------- | -------------------------- | ------------ | ------- | ------- | ------- |
|         | Unión Española        | 3 - 3     | Audax Italiano            |         | Santa Laura                | 1 de febrero | 20:00   | CDF     |         |
|         | Everton               | 1 - 1     | Universidad de Concepción |         | Sausalito                  | 1 de febrero | 21:00   |         |         |
|         | Huachipato            | 5 - 4     | Cobreloa                  |         | Las Higueras               | 2 de febrero | 18:00   |         |         |
|         | Deportes Temuco       | 1 - 2     | Universidad Católica      |         | Germán Becker              | 2 de febrero | 19:00   | CDF     |         |
|         | Deportes Puerto Montt | 0 - 1     | Deportes Melipilla        |         | Chinquihue                 | 2 de febrero | 20:00   |         |         |
|         | Rangers               | 1 - 2     | Deportes La Serena        |         | Fiscal de Talca            | 2 de febrero | 21:00   |         |         |
|         | Deportes Concepción   | 2 - 1     | Santiago Wanderers        |         | Municipal de Collao        | 2 de febrero | 21:00   |         |         |
|         | Palestino             | 1 - 2     | Unión San Felipe          |         | Santa Laura                | 3 de febrero | 20:30   |         |         |
|         | Coquimbo Unido        | 1 - 3     | Universidad de Chile      |         | Francisco Sánchez Rumoroso | 3 de febrero | 21:00   | CDF     |         |
|         | Colo-Colo             | 2 - 2     | Cobresal                  |         | Monumental                 | 2 de marzo   | 20:30   | CDF     |         |

| Fecha 4 | Fecha 4                   | Fecha 4   | Fecha 4               | Fecha 4 | Fecha 4                  | Fecha 4      | Fecha 4 | Fecha 4 | Fecha 4 |
|         | Local                     | Resultado | Visitante             |         | Estadio                  | Fecha        | Hora    | TV      |         |
| ------- | ------------------------- | --------- | --------------------- | ------- | ------------------------ | ------------ | ------- | ------- | ------- |
|         | Audax Italiano            | 1 - 1     | Colo-Colo             |         | Santa Laura              | 5 de febrero | 17:15   | CDF     |         |
|         | Santiago Wanderers        | 4 - 1     | Everton               |         | Playa Ancha              | 5 de febrero | 19:30   | CDF     |         |
|         | Cobresal                  | 3 - 0     | Deportes Puerto Montt |         | El Cobre                 | 6 de febrero | 16:00   |         |         |
|         | Unión San Felipe          | 0 - 1     | Rangers               |         | Municipal de San Felipe  | 6 de febrero | 16:00   |         |         |
|         | Universidad de Concepción | 0 - 1     | Cobreloa              |         | Municipal de Concepción  | 6 de febrero | 18:30   |         |         |
|         | Universidad de Chile      | 2 - 0     | Palestino             |         | Santa Laura              | 6 de febrero | 19:00   | CDF     |         |
|         | Deportes Melipilla        | 0 - 1     | Coquimbo Unido        |         | Roberto Bravo Santibáñez | 6 de febrero | 19:00   |         |         |
|         | Deportes Temuco           | 1 - 2     | Huachipato            |         | Germán Becker            | 6 de febrero | 19:00   |         |         |
|         | Universidad Católica      | 1 - 1     | Unión Española        |         | San Carlos de Apoquindo  | 6 de febrero | 21:00   | CDF     |         |
|         | Deportes La Serena        | 2 - 2     | Deportes Concepción   |         | La Portada               | 6 de febrero | 21:30   |         |         |

| Fecha 5 | Fecha 5               | Fecha 5   | Fecha 5                   | Fecha 5 | Fecha 5                    | Fecha 5       | Fecha 5 | Fecha 5 | Fecha 5 |
|         | Local                 | Resultado | Visitante                 |         | Estadio                    | Fecha         | Hora    | TV      |         |
| ------- | --------------------- | --------- | ------------------------- | ------- | -------------------------- | ------------- | ------- | ------- | ------- |
|         | Rangers               | 1 - 1     | Deportes Melipilla        |         | Fiscal de Talca            | 11 de febrero | 21:00   |         |         |
|         | Unión Española        | 2 - 2     | Everton                   |         | Santa Laura                | 11 de febrero | 22:00   | CDF     |         |
|         | Cobreloa              | 5 - 4     | Deportes Temuco           |         | Municipal de Calama        | 12 de febrero | 16:00   |         |         |
|         | Deportes Puerto Montt | 0 - 1     | Universidad de Chile      |         | Chinquihue                 | 12 de febrero | 19:30   | CDF     |         |
|         | Unión San Felipe      | 0 - 0     | Deportes La Serena        |         | Municipal de San Felipe    | 12 de febrero | 20:30   |         |         |
|         | Santiago Wanderers    | 1 - 3     | Cobresal                  |         | Playa Ancha                | 12 de febrero | 21:00   |         |         |
|         | Coquimbo Unido        | 1 - 0     | Audax Italiano            |         | Francisco Sánchez Rumoroso | 12 de febrero | 21:30   |         |         |
|         | Colo-Colo             | 0 - 1     | Universidad de Concepción |         | Monumental                 | 12 de febrero | 22:00   | CDF     |         |
|         | Palestino             | 2 - 3     | Huachipato                |         | Santa Laura                | 13 de febrero | 18:00   |         |         |
|         | Deportes Concepción   | 1 - 0     | Universidad Católica      |         | Municipal de Collao        | 13 de febrero | 20:00   | CDF     |         |

| Fecha 6 | Fecha 6                   | Fecha 6   | Fecha 6               | Fecha 6 | Fecha 6                  | Fecha 6       | Fecha 6 | Fecha 6 | Fecha 6 |
|         | Local                     | Resultado | Visitante             |         | Estadio                  | Fecha         | Hora    | TV      |         |
| ------- | ------------------------- | --------- | --------------------- | ------- | ------------------------ | ------------- | ------- | ------- | ------- |
|         | Huachipato                | 0 - 1     | Rangers               |         | Las Higueras             | 19 de febrero | 18:00   | CDF     |         |
|         | Audax Italiano            | 0 - 2     | Palestino             |         | Municipal de La Florida  | 19 de febrero | 19:00   |         |         |
|         | Universidad de Concepción | 2 - 0     | Unión San Felipe      |         | Municipal de Concepción  | 19 de febrero | 20:00   |         |         |
|         | Deportes La Serena        | 3 - 7     | Colo-Colo             |         | La Portada               | 19 de febrero | 21:00   | CDF     |         |
|         | Everton                   | 3 - 2     | Deportes Puerto Montt |         | Sausalito                | 19 de febrero | 21:00   |         |         |
|         | Cobresal                  | 4 - 3     | Unión Española        |         | El Cobre                 | 20 de febrero | 16:00   |         |         |
|         | Deportes Melipilla        | 0 - 1     | Cobreloa              |         | Roberto Bravo Santibáñez | 20 de febrero | 18:00   |         |         |
|         | Universidad Católica      | 3 - 0     | Santiago Wanderers    |         | San Carlos de Apoquindo  | 20 de febrero | 19:00   | CDF     |         |
|         | Deportes Temuco           | 2 - 1     | Coquimbo Unido        |         | Germán Becker            | 20 de febrero | 20:00   |         |         |
|         | Universidad de Chile      | 1 - 0     | Deportes Concepción   |         | Nacional                 | 27 de abril   | 20:00   | CDF     |         |

| Fecha 7 | Fecha 7             | Fecha 7   | Fecha 7                   | Fecha 7 | Fecha 7                    | Fecha 7       | Fecha 7 | Fecha 7 | Fecha 7 |
|         | Local               | Resultado | Visitante                 |         | Estadio                    | Fecha         | Hora    | TV      |         |
| ------- | ------------------- | --------- | ------------------------- | ------- | -------------------------- | ------------- | ------- | ------- | ------- |
|         | Unión San Felipe    | 0 - 2     | Universidad Católica      |         | Municipal de San Felipe    | 26 de febrero | 18:30   | CDF     |         |
|         | Unión Española      | 1 - 2     | Deportes La Serena        |         | Santa Laura                | 26 de febrero | 20:00   |         |         |
|         | Santiago Wanderers  | 0 - 1     | Deportes Temuco           |         | Playa Ancha                | 26 de febrero | 21:00   |         |         |
|         | Colo-Colo           | 2 - 1     | Everton                   |         | Monumental                 | 26 de febrero | 21:00   | CDF     |         |
|         | Rangers             | 2 - 0     | Audax Italiano            |         | Fiscal de Talca            | 26 de febrero | 21:00   |         |         |
|         | Coquimbo Unido      | 3 - 1     | Universidad de Concepción |         | Francisco Sánchez Rumoroso | 26 de febrero | 21:30   |         |         |
|         | Huachipato          | 0 - 2     | Cobresal                  |         | Las Higueras               | 27 de febrero | 16:30   | CDF     |         |
|         | Palestino           | 0 - 3     | Deportes Puerto Montt     |         | Santa Laura                | 27 de febrero | 17:00   |         |         |
|         | Cobreloa            | 1 - 1     | Universidad de Chile      |         | Municipal de Calama        | 27 de febrero | 19:00   | CDF     |         |
|         | Deportes Concepción | 0 - 0     | Deportes Melipilla        |         | Municipal de Collao        | 27 de febrero | 19:00   |         |         |

| Fecha 8 | Fecha 8                   | Fecha 8   | Fecha 8             | Fecha 8 | Fecha 8                  | Fecha 8    | Fecha 8 | Fecha 8 | Fecha 8 |
|         | Local                     | Resultado | Visitante           |         | Estadio                  | Fecha      | Hora    | TV      |         |
| ------- | ------------------------- | --------- | ------------------- | ------- | ------------------------ | ---------- | ------- | ------- | ------- |
|         | Cobreloa                  | 1 - 1     | Rangers             |         | Municipal de Calama      | 5 de marzo | 16:00   |         |         |
|         | Deportes Temuco           | 1 - 2     | Colo-Colo           |         | Germán Becker            | 5 de marzo | 18:30   | CDF     |         |
|         | Everton                   | 0 - 1     | Coquimbo Unido      |         | Sausalito                | 5 de marzo | 20:00   |         |         |
|         | Deportes La Serena        | 4 - 0     | Palestino           |         | La Portada               | 5 de marzo | 21:00   |         |         |
|         | Universidad de Chile      | 3 - 0     | Santiago Wanderers  |         | Nacional                 | 5 de marzo | 21:00   | CDF     |         |
|         | Deportes Puerto Montt     | 1 - 0     | Unión San Felipe    |         | Chinquihue               | 6 de marzo | 12:00   |         |         |
|         | Cobresal                  | 0 - 1     | Deportes Concepción |         | El Cobre                 | 6 de marzo | 16:30   | CDF     |         |
|         | Deportes Melipilla        | 1 - 2     | Unión Española      |         | Roberto Bravo Santibáñez | 6 de marzo | 18:00   |         |         |
|         | Universidad de Concepción | 2 - 0     | Huachipato          |         | Municipal de Concepción  | 6 de marzo | 18:30   |         |         |
|         | Universidad Católica      | 2 - 1     | Audax Italiano      |         | San Carlos de Apoquindo  | 6 de marzo | 19:00   | CDF     |         |

| Fecha 9 | Fecha 9             | Fecha 9   | Fecha 9                   | Fecha 9 | Fecha 9                 | Fecha 9     | Fecha 9 | Fecha 9 | Fecha 9 |
|         | Local               | Resultado | Visitante                 |         | Estadio                 | Fecha       | Hora    | TV      |         |
| ------- | ------------------- | --------- | ------------------------- | ------- | ----------------------- | ----------- | ------- | ------- | ------- |
|         | Rangers             | 1 - 1     | Universidad de Concepción |         | Fiscal de Talca         | 11 de marzo | 21:00   | CDF     |         |
|         | Audax Italiano      | 1 - 2     | Deportes Temuco           |         | Municipal de La Florida | 12 de marzo | 18:00   |         |         |
|         | Huachipato          | 1 - 0     | Universidad de Chile      |         | Municipal de Concepción | 12 de marzo | 18:30   | CDF     |         |
|         | Unión Española      | 4 - 2     | Coquimbo Unido            |         | Santa Laura             | 12 de marzo | 20:00   |         |         |
|         | Deportes La Serena  | 0 - 1     | Universidad Católica      |         | La Portada              | 12 de marzo | 21:00   | CDF     |         |
|         | Unión San Felipe    | 0 - 2     | Everton                   |         | Municipal de San Felipe | 12 de marzo | 21:00   |         |         |
|         | Santiago Wanderers  | 3 - 0     | Deportes Melipilla        |         | Playa Ancha             | 13 de marzo | 16:00   |         |         |
|         | Deportes Concepción | 1 - 1     | Deportes Puerto Montt     |         | Municipal de Collao     | 13 de marzo | 16:30   |         |         |
|         | Palestino           | 0 - 0     | Cobresal                  |         | Santa Laura             | 13 de marzo | 17:00   |         |         |
|         | Colo-Colo           | 2 - 0     | Cobreloa                  |         | Monumental              | 13 de marzo | 18:00   | CDF     |         |

| Fecha 10 | Fecha 10                  | Fecha 10  | Fecha 10            | Fecha 10 | Fecha 10                   | Fecha 10    | Fecha 10 | Fecha 10 | Fecha 10 |
|          | Local                     | Resultado | Visitante           |          | Estadio                    | Fecha       | Hora     | TV       |          |
| -------- | ------------------------- | --------- | ------------------- | -------- | -------------------------- | ----------- | -------- | -------- | -------- |
|          | Cobreloa                  | 2 - 1     | Deportes Concepción |          | Municipal de Calama        | 18 de marzo | 20:00    |          |          |
|          | Everton                   | 1 - 3     | Huachipato          |          | Sausalito                  | 18 de marzo | 20:00    | CDF      |          |
|          | Universidad Católica      | 1 - 0     | Colo-Colo           |          | Nacional                   | 19 de marzo | 17:00    | CDF      |          |
|          | Cobresal                  | 0 - 1     | Deportes La Serena  |          | El Cobre                   | 19 de marzo | 20:00    | CDF      |          |
|          | Coquimbo Unido            | 1 - 0     | Unión San Felipe    |          | Francisco Sánchez Rumoroso | 19 de marzo | 20:00    |          |          |
|          | Deportes Puerto Montt     | 3 - 1     | Santiago Wanderers  |          | Chinquihue                 | 20 de marzo | 12:00    |          |          |
|          | Deportes Melipilla        | 1 - 3     | Palestino           |          | Roberto Bravo Santibáñez   | 20 de marzo | 16:00    |          |          |
|          | Universidad de Concepción | 0 - 0     | Unión Española      |          | Municipal de Concepción    | 20 de marzo | 16:30    |          |          |
|          | Deportes Temuco           | 1 - 1     | Rangers             |          | Germán Becker              | 20 de marzo | 16:30    |          |          |
|          | Universidad de Chile      | 3 - 1     | Audax Italiano      |          | Nacional                   | 20 de marzo | 19:00    | CDF      |          |

| Fecha 11 | Fecha 11                  | Fecha 11  | Fecha 11              | Fecha 11 | Fecha 11                | Fecha 11   | Fecha 11 | Fecha 11 | Fecha 11 |
|          | Local                     | Resultado | Visitante             |          | Estadio                 | Fecha      | Hora     | TV       |          |
| -------- | ------------------------- | --------- | --------------------- | -------- | ----------------------- | ---------- | -------- | -------- | -------- |
|          | Palestino                 | 0 - 1     | Universidad Católica  |          | Nacional                | 2 de abril | 16:00    | CDF      |          |
|          | Audax Italiano            | 3 - 0     | Cobreloa              |          | Municipal de La Florida | 2 de abril | 18:00    |          |          |
|          | Colo-Colo                 | 2 - 0     | Coquimbo Unido        |          | Monumental              | 2 de abril | 19:00    | CDF      |          |
|          | Everton                   | 3 - 0     | Deportes Temuco       |          | Sausalito               | 2 de abril | 20:00    |          |          |
|          | Unión San Felipe          | 1 - 2     | Cobresal              |          | Municipal de San Felipe | 2 de abril | 20:00    |          |          |
|          | Deportes La Serena        | 2 - 3     | Santiago Wanderers    |          | La Portada              | 2 de abril | 20:30    |          |          |
|          | Huachipato                | 1 - 4     | Deportes Puerto Montt |          | Las Higueras            | 3 de abril | 12:00    | CDF      |          |
|          | Rangers                   | 1 - 1     | Deportes Concepción   |          | Fiscal de Talca         | 3 de abril | 16:00    |          |          |
|          | Universidad de Concepción | 1 - 2     | Deportes Melipilla    |          | Municipal de Concepción | 3 de abril | 16:00    |          |          |
|          | Unión Española            | 0 - 2     | Universidad de Chile  |          | Nacional                | 3 de abril | 18:00    | CDF      |          |

| Fecha 12 | Fecha 12              | Fecha 12  | Fecha 12                  | Fecha 12 | Fecha 12                   | Fecha 12    | Fecha 12 | Fecha 12 | Fecha 12 |
|          | Local                 | Resultado | Visitante                 |          | Estadio                    | Fecha       | Hora     | TV       |          |
| -------- | --------------------- | --------- | ------------------------- | -------- | -------------------------- | ----------- | -------- | -------- | -------- |
|          | Coquimbo Unido        | 0 - 0     | Rangers                   |          | Francisco Sánchez Rumoroso | 8 de abril  | 21:00    | CDF      |          |
|          | Cobreloa              | 1 - 1     | Unión San Felipe          |          | Municipal de Calama        | 9 de abril  | 16:00    |          |          |
|          | Cobresal              | 1 - 0     | Universidad de Concepción |          | El Cobre                   | 9 de abril  | 17:00    | CDF      |          |
|          | Deportes Temuco       | 1 - 2     | Unión Española            |          | Germán Becker              | 9 de abril  | 19:00    |          |          |
|          | Universidad Católica  | 2 - 0     | Huachipato                |          | San Carlos de Apoquindo    | 9 de abril  | 19:30    | CDF      |          |
|          | Deportes Concepción   | 0 - 2     | Audax Italiano            |          | Municipal de Collao        | 9 de abril  | 20:00    |          |          |
|          | Deportes Puerto Montt | 3 - 0     | Deportes La Serena        |          | Chinquihue                 | 10 de abril | 12:00    |          |          |
|          | Santiago Wanderers    | 1 - 2     | Palestino                 |          | Playa Ancha                | 10 de abril | 16:00    |          |          |
|          | Colo-Colo             | 1 - 1     | Universidad de Chile      |          | Nacional                   | 10 de abril | 16:30    | CDF      |          |
|          | Deportes Melipilla    | 0 - 3     | Everton                   |          | Roberto Bravo Santibáñez   | 10 de abril | 18:30    |          |          |

| Fecha 13 | Fecha 13                  | Fecha 13  | Fecha 13              | Fecha 13 | Fecha 13                   | Fecha 13    | Fecha 13 | Fecha 13 | Fecha 13 |
|          | Local                     | Resultado | Visitante             |          | Estadio                    | Fecha       | Hora     | TV       |          |
| -------- | ------------------------- | --------- | --------------------- | -------- | -------------------------- | ----------- | -------- | -------- | -------- |
|          | Everton                   | 1 - 0     | Cobreloa              |          | Sausalito                  | 15 de abril | 22:00    | CDF      |          |
|          | Huachipato                | 3 - 0     | Deportes Melipilla    |          | Las Higueras               | 16 de abril | 16:00    |          |          |
|          | Palestino                 | 1 - 0     | Colo-Colo             |          | Nacional                   | 16 de abril | 17:00    | CDF      |          |
|          | Audax Italiano            | 3 - 2     | Cobresal              |          | Municipal de La Florida    | 16 de abril | 18:00    |          |          |
|          | Coquimbo Unido            | 0 - 3     | Universidad Católica  |          | Francisco Sánchez Rumoroso | 16 de abril | 19:30    | CDF      |          |
|          | Unión San Felipe          | 3 - 1     | Deportes Concepción   |          | Municipal de San Felipe    | 16 de abril | 20:00    |          |          |
|          | Rangers                   | 0 - 2     | Santiago Wanderers    |          | Fiscal de Talca            | 17 de abril | 15:45    |          |          |
|          | Unión Española            | 4 - 1     | Deportes Puerto Montt |          | Santa Laura                | 17 de abril | 16:00    |          |          |
|          | Universidad de Concepción | 3 - 3     | Deportes Temuco       |          | Municipal de Concepción    | 17 de abril | 16:00    |          |          |
|          | Universidad de Chile      | 1 - 3     | Deportes La Serena    |          | Nacional                   | 17 de abril | 18:30    | CDF      |          |

| Fecha 14 | Fecha 14              | Fecha 14  | Fecha 14                  | Fecha 14 | Fecha 14                 | Fecha 14    | Fecha 14 | Fecha 14 | Fecha 14 |
|          | Local                 | Resultado | Visitante                 |          | Estadio                  | Fecha       | Hora     | TV       |          |
| -------- | --------------------- | --------- | ------------------------- | -------- | ------------------------ | ----------- | -------- | -------- | -------- |
|          | Cobreloa              | 4 - 0     | Coquimbo Unido            |          | Municipal de Calama      | 22 de abril | 20:00    |          |          |
|          | Cobresal              | 2 - 2     | Everton                   |          | El Cobre                 | 22 de abril | 20:00    | CDF      |          |
|          | Universidad Católica  | 5 - 2     | Universidad de Concepción |          | San Carlos de Apoquindo  | 23 de abril | 17:00    | CDF      |          |
|          | Colo-Colo             | 4 - 2     | Unión Española            |          | Monumental               | 23 de abril | 19:30    | CDF      |          |
|          | Unión San Felipe      | 1 - 0     | Deportes Temuco           |          | Municipal de San Felipe  | 23 de abril | 20:00    |          |          |
|          | Deportes La Serena    | 1 - 1     | Audax Italiano            |          | La Portada               | 23 de abril | 20:30    |          |          |
|          | Deportes Melipilla    | 1 - 1     | Universidad de Chile      |          | Roberto Bravo Santibáñez | 24 de abril | 11:30    | CDF      |          |
|          | Deportes Puerto Montt | 1 - 2     | Rangers                   |          | Chinquihue               | 24 de abril | 12:00    |          |          |
|          | Santiago Wanderers    | 2 - 0     | Huachipato                |          | Playa Ancha              | 24 de abril | 16:00    |          |          |
|          | Deportes Concepción   | 2 - 0     | Palestino                 |          | Municipal de Collao      | 24 de abril | 16:00    |          |          |

| Fecha 15 | Fecha 15                  | Fecha 15  | Fecha 15              | Fecha 15 | Fecha 15                   | Fecha 15    | Fecha 15 | Fecha 15 | Fecha 15 |
|          | Local                     | Resultado | Visitante             |          | Estadio                    | Fecha       | Hora     | TV       |          |
| -------- | ------------------------- | --------- | --------------------- | -------- | -------------------------- | ----------- | -------- | -------- | -------- |
|          | Cobreloa                  | 2 - 1     | Cobresal              |          | Municipal de Calama        | 29 de abril | 19:30    | CDF      |          |
|          | Deportes Temuco           | 1 - 1     | Deportes La Serena    |          | Germán Becker              | 29 de abril | 20:00    |          |          |
|          | Everton                   | 1 - 1     | Deportes Concepción   |          | Sausalito                  | 29 de abril | 22:00    | CDF      |          |
|          | Rangers                   | 3 - 2     | Colo-Colo             |          | Fiscal de Talca            | 30 de abril | 15:30    | CDF      |          |
|          | Huachipato                | 2 - 0     | Unión San Felipe      |          | Las Higueras               | 30 de abril | 15:30    |          |          |
|          | Unión Española            | 0 - 1     | Santiago Wanderers    |          | Santa Laura                | 30 de abril | 16:00    |          |          |
|          | Universidad de Concepción | 4 - 3     | Deportes Puerto Montt |          | Municipal de Concepción    | 30 de abril | 17:00    |          |          |
|          | Universidad de Chile      | 2 - 1     | Universidad Católica  |          | Nacional                   | 30 de abril | 18:00    | CDF      |          |
|          | Coquimbo Unido            | 2 - 1     | Palestino             |          | Francisco Sánchez Rumoroso | 30 de abril | 19:00    |          |          |
|          | Audax Italiano            | 1 - 3     | Deportes Melipilla    |          | Municipal de La Florida    | 30 de abril | 20:00    |          |          |

| Fecha 16 | Fecha 16              | Fecha 16  | Fecha 16                  | Fecha 16 | Fecha 16                | Fecha 16  | Fecha 16 | Fecha 16 | Fecha 16 |
|          | Local                 | Resultado | Visitante                 |          | Estadio                 | Fecha     | Hora     | TV       |          |
| -------- | --------------------- | --------- | ------------------------- | -------- | ----------------------- | --------- | -------- | -------- | -------- |
|          | Rangers               | 2 - 3     | Cobresal                  |          | Fiscal de Talca         | 6 de mayo | 20:00    | CDF      |          |
|          | Huachipato            | 3 - 2     | Coquimbo Unido            |          | Las Higueras            | 7 de mayo | 15:30    |          |          |
|          | Palestino             | 1 - 1     | Everton                   |          | Santa Laura             | 7 de mayo | 16:00    |          |          |
|          | Universidad de Chile  | 3 - 2     | Deportes Temuco           |          | Nacional                | 7 de mayo | 17:00    | CDF      |          |
|          | Deportes Concepción   | 2 - 0     | Colo-Colo                 |          | Municipal de Collao     | 7 de mayo | 19:30    | CDF      |          |
|          | Deportes La Serena    | 1 - 0     | Deportes Melipilla        |          | La Portada              | 7 de mayo | 20:00    |          |          |
|          | Deportes Puerto Montt | 2 - 2     | Audax Italiano            |          | Chinquihue              | 8 de mayo | 12:00    |          |          |
|          | Unión San Felipe      | 2 - 1     | Unión Española            |          | Municipal de San Felipe | 8 de mayo | 15:30    |          |          |
|          | Santiago Wanderers    | 3 - 0     | Universidad de Concepción |          | Playa Ancha             | 8 de mayo | 17:00    |          |          |
|          | Universidad Católica  | 4 - 1     | Cobreloa                  |          | San Carlos de Apoquindo | 8 de mayo | 18:00    | CDF      |          |

| Fecha 17 | Fecha 17                  | Fecha 17  | Fecha 17              | Fecha 17 | Fecha 17                   | Fecha 17   | Fecha 17 | Fecha 17 | Fecha 17 |
|          | Local                     | Resultado | Visitante             |          | Estadio                    | Fecha      | Hora     | TV       |          |
| -------- | ------------------------- | --------- | --------------------- | -------- | -------------------------- | ---------- | -------- | -------- | -------- |
|          | Cobreloa                  | 5 - 0     | Deportes La Serena    |          | Municipal de Calama        | 13 de mayo | 20:00    | CDF      |          |
|          | Cobresal                  | 0 - 0     | Universidad Católica  |          | El Cobre                   | 14 de mayo | 16:00    | CDF      |          |
|          | Coquimbo Unido            | 4 - 1     | Deportes Puerto Montt |          | Francisco Sánchez Rumoroso | 14 de mayo | 19:00    |          |          |
|          | Colo-Colo                 | 1 - 0     | Huachipato            |          | Monumental                 | 14 de mayo | 19:00    | CDF      |          |
|          | Deportes Melipilla        | 1 - 0     | Unión San Felipe      |          | Roberto Bravo Santibáñez   | 15 de mayo | 16:00    |          |          |
|          | Unión Española            | 1 - 2     | Deportes Concepción   |          | Santa Laura                | 15 de mayo | 16:00    |          |          |
|          | Everton                   | 1 - 3     | Rangers               |          | Sausalito                  | 15 de mayo | 16:00    |          |          |
|          | Audax Italiano            | 1 - 1     | Santiago Wanderers    |          | Municipal de La Florida    | 15 de mayo | 16:30    |          |          |
|          | Deportes Temuco           | 1 - 1     | Palestino             |          | Germán Becker              | 15 de mayo | 16:30    |          |          |
|          | Universidad de Concepción | 0 - 3     | Universidad de Chile  |          | Municipal de Concepción    | 15 de mayo | 18:00    | CDF      |          |

| Fecha 18 | Fecha 18              | Fecha 18  | Fecha 18                  | Fecha 18 | Fecha 18                 | Fecha 18   | Fecha 18 | Fecha 18 | Fecha 18 |
|          | Local                 | Resultado | Visitante                 |          | Estadio                  | Fecha      | Hora     | TV       |          |
| -------- | --------------------- | --------- | ------------------------- | -------- | ------------------------ | ---------- | -------- | -------- | -------- |
|          | Huachipato            | 2 - 0     | Audax Italiano            |          | Las Higueras             | 21 de mayo | 15:30    |          |          |
|          | Universidad Católica  | 1 - 2     | Everton                   |          | San Carlos de Apoquindo  | 21 de mayo | 16:00    | CDF      |          |
|          | Deportes Melipilla    | 1 - 2     | Cobresal                  |          | Roberto Bravo Santibáñez | 21 de mayo | 17:00    |          |          |
|          | Palestino             | 2 - 3     | Unión Española            |          | San Carlos de Apoquindo  | 21 de mayo | 18:15    |          |          |
|          | Deportes La Serena    | 2 - 2     | Coquimbo Unido            |          | La Portada               | 21 de mayo | 19:30    | CDF      |          |
|          | Santiago Wanderers    | 1 - 2     | Cobreloa                  |          | Playa Ancha              | 22 de mayo | 12:00    |          |          |
|          | Deportes Puerto Montt | 1 - 1     | Deportes Temuco           |          | Chinquihue               | 22 de mayo | 12:00    |          |          |
|          | Deportes Concepción   | 1 - 2     | Universidad de Concepción |          | Municipal de Collao      | 22 de mayo | 15:30    |          |          |
|          | Unión San Felipe      | 2 - 3     | Colo-Colo                 |          | Municipal de San Felipe  | 23 de mayo | 15:30    | CDF      |          |
|          | Universidad de Chile  | 1 - 2     | Rangers                   |          | Santa Laura              | 1 de junio | 16:30    | CDF      |          |

| Fecha 19 | Fecha 19                  | Fecha 19  | Fecha 19              | Fecha 19 | Fecha 19                   | Fecha 19   | Fecha 19 | Fecha 19 | Fecha 19 |
|          | Local                     | Resultado | Visitante             |          | Estadio                    | Fecha      | Hora     | TV       |          |
| -------- | ------------------------- | --------- | --------------------- | -------- | -------------------------- | ---------- | -------- | -------- | -------- |
|          | Colo-Colo                 | 2 - 2     | Deportes Melipilla    |          | Monumental                 | 28 de mayo | 16:00    | CDF      |          |
|          | Coquimbo Unido            | 3 - 1     | Santiago Wanderers    |          | Francisco Sánchez Rumoroso | 28 de mayo | 18:30    |          |          |
|          | Everton                   | 3 - 1     | Deportes La Serena    |          | Sausalito                  | 28 de mayo | 18:30    |          |          |
|          | Cobresal                  | 2 - 4     | Universidad de Chile  |          | El Cobre                   | 28 de mayo | 19:00    | CDF      |          |
|          | Rangers                   | 1 - 3     | Universidad Católica  |          | Fiscal de Talca            | 29 de mayo | 15:30    | CDF      |          |
|          | Cobreloa                  | 4 - 3     | Deportes Puerto Montt |          | Municipal de Calama        | 29 de mayo | 16:00    |          |          |
|          | Audax Italiano            | 1 - 1     | Unión San Felipe      |          | Municipal de La Florida    | 29 de mayo | 16:30    |          |          |
|          | Unión Española            | 2 - 1     | Huachipato            |          | Santa Laura                | 29 de mayo | 18:00    | CDF      |          |
|          | Universidad de Concepción | 0 - 2     | Palestino             |          | Municipal de Concepción    | 29 de mayo | 18:00    |          |          |
|          | Deportes Temuco           | 1 - 1     | Deportes Concepción   |          | Germán Becker              | 29 de mayo | 18:00    |          |          |

## Play-offs
Terminada la Fase Clasificatoria, los clasificados de la etapa anterior (de manera directa y a través del repechaje), pasan a un torneo de eliminación directa, para definir al campeón del torneo.
|  | Cuartos de final  | Cuartos de final     | Cuartos de final  | Cuartos de final   | Cuartos de final  |   |        | Semifinales          | Semifinales       | Semifinales       | Semifinales       | Semifinales       |  |   | Final          | Final          | Final          | Final          | Final          |  |
|  | 11 al 19 de junio | 11 al 19 de junio    | 11 al 19 de junio | 11 al 19 de junio  | 11 al 19 de junio |   |        | 22 al 26 de junio    | 22 al 26 de junio | 22 al 26 de junio | 22 al 26 de junio | 22 al 26 de junio |  |   | 3 y 9 de julio | 3 y 9 de julio | 3 y 9 de julio | 3 y 9 de julio | 3 y 9 de julio |  |
|  |                   |                      |                   |                    |                   |   |        |                      |                   |                   |                   |                   |  |   |                |                |                |                |                |  |
|  |                   |                      |                   |                    |                   |   |        |                      |                   |                   |                   |                   |  |   |                |                |                |                |                |  |
|  | 4                 | Colo-Colo            | 0                 | 0                  | 0                 |   |        |                      |                   |                   |                   |                   |  |   |                |                |                |                |                |  |
|  | 4                 | Colo-Colo            | 0                 | 0                  | 0                 |   |        |                      |                   |                   |                   |                   |  |   |                |                |                |                |                |  |
|  | 6                 | Huachipato           | 4                 | 1                  | 5                 |   |        |                      |                   |                   |                   |                   |  |   |                |                |                |                |                |  |
|  | 6                 | Huachipato           | 4                 | 1                  | 5                 |   | 6      | Huachipato           | 1                 | 1                 | 2                 |                   |  |   |                |                |                |                |                |  |
|  |                   |                      |                   |                    |                   |   | 6      | Huachipato           | 1                 | 1                 | 2                 |                   |  |   |                |                |                |                |                |  |
|  |                   |                      | 8                 | Coquimbo Unido     | 2                 | 1 | 3      |                      |                   |                   |                   |                   |  |   |                |                |                |                |                |  |
|  | 3                 | Cobreloa             | 8                 | Coquimbo Unido     | 2                 | 1 | 3      | 0                    | 1                 | 1                 |                   |                   |  |   |                |                |                |                |                |  |
|  | 3                 | Cobreloa             |                   |                    |                   |   |        |                      |                   | 1                 |                   |                   |  |   |                |                |                |                |                |  |
|  | 8                 | Coquimbo Unido       | 1                 | 1                  | 2                 |   |        |                      |                   |                   |                   |                   |  |   |                |                |                |                |                |  |
|  | 8                 | Coquimbo Unido       | 1                 | 1                  | 2                 |   |        |                      |                   |                   |                   |                   |  | 8 | Coquimbo Unido | 0              | 2              | 2              |                |  |
|  |                   |                      |                   |                    |                   |   |        |                      |                   |                   |                   |                   |  | 8 | Coquimbo Unido | 0              | 2              | 2              |                |  |
|  |                   |                      | 10                | Unión Española     | 1                 | 3 | 4      |                      |                   |                   |                   |                   |  |   |                |                |                |                |                |  |
|  | 1                 | Universidad Católica | 10                | Unión Española     | 1                 | 3 | 4      | 2                    | 4                 | 6                 |                   |                   |  |   |                |                |                |                |                |  |
|  | 1                 | Universidad Católica |                   |                    |                   |   |        |                      |                   | 6                 |                   |                   |  |   |                |                |                |                |                |  |
|  | 12                | Deportes Concepción  | 1                 | 1                  | 2                 |   |        |                      |                   |                   |                   |                   |  |   |                |                |                |                |                |  |
|  | 12                | Deportes Concepción  | 1                 | 1                  | 2                 |   | 1      | Universidad Católica | 0                 | 1                 | 1 (9)             |                   |  |   |                |                |                |                |                |  |
|  |                   |                      |                   |                    |                   |   | 1      | Universidad Católica | 0                 | 1                 | 1 (9)             |                   |  |   |                |                |                |                |                |  |
|  |                   |                      | 10                | Unión Española (p) | 0                 | 1 | 1 (10) |                      |                   |                   |                   |                   |  |   |                |                |                |                |                |  |
|  | 2                 | Universidad de Chile | 10                | Unión Española (p) | 0                 | 1 | 1 (10) | 2                    | 0                 | 2 (2)             |                   |                   |  |   |                |                |                |                |                |  |
|  | 2                 | Universidad de Chile |                   |                    |                   |   |        |                      |                   | 2 (2)             |                   |                   |  |   |                |                |                |                |                |  |
|  | 10                | Unión Española (p)   | 1                 | 1                  | 2 (3)             |   |        |                      |                   |                   |                   |                   |  |   |                |                |                |                |                |  |
|  | 10                | Unión Española (p)   | 1                 | 1                  | 2 (3)             |   |        |                      |                   |                   |                   |                   |  |   |                |                |                |                |                |  |
|  |                   |                      |                   |                    |                   |   |        |                      |                   |                   |                   |                   |  |   |                |                |                |                |                |  |

- Nota: En cada llave, el equipo que ocupa la primera línea es el que definió la serie como local.

### Repechaje
Jugado a partido único, en la cancha del equipo que obtuvo el segundo lugar en su grupo.
| Repechaje | Repechaje           | Repechaje | Repechaje | Repechaje | Repechaje                  | Repechaje     | Repechaje  | Repechaje | Repechaje |
|           | Local               | Resultado | Visitante |           | Estadio                    | Árbitro       | Fecha      | Hora      | TV        |
| --------- | ------------------- | --------- | --------- | --------- | -------------------------- | ------------- | ---------- | --------- | --------- |
|           | Deportes Concepción | 4 - 3     | Cobresal  |           | Municipal de Collao        | Enrique Osses | 1 de junio | 20:30     |           |
|           | Coquimbo Unido      | 2 - 1     | Everton   |           | Francisco Sánchez Rumoroso | Eduardo Ponce | 1 de junio | 21:30     | CDF       |

### Cuartos de final
| Ida | Ida                 | Ida       | Ida                  | Ida | Ida                        | Ida           | Ida         | Ida   | Ida |
|     | Local               | Resultado | Visitante            |     | Estadio                    | Árbitro       | Fecha       | Hora  | TV  |
| --- | ------------------- | --------- | -------------------- | --- | -------------------------- | ------------- | ----------- | ----- | --- |
|     | Huachipato          | 4 - 0     | Colo-Colo            |     | Las Higueras               | Enrique Osses | 11 de junio | 15:00 | CDF |
|     | Coquimbo Unido      | 1 - 0     | Cobreloa             |     | Francisco Sánchez Rumoroso | Guido Aros    | 11 de junio | 20:00 | CDF |
|     | Unión Española      | 1 - 2     | Universidad de Chile |     | Nacional                   | Pablo Pozo    | 12 de junio | 15:30 | CDF |
|     | Deportes Concepción | 1 - 2     | Universidad Católica |     | Municipal de Collao        | Rubén Selmán  | 12 de junio | 19:00 | CDF |

| Vuelta | Vuelta               | Vuelta      | Vuelta              | Vuelta | Vuelta                  | Vuelta        | Vuelta      | Vuelta | Vuelta |
|        | Local                | Resultado   | Visitante           |        | Estadio                 | Árbitro       | Fecha       | Hora   | TV     |
| ------ | -------------------- | ----------- | ------------------- | ------ | ----------------------- | ------------- | ----------- | ------ | ------ |
|        | Colo-Colo            | 0 - 1       | Huachipato          |        | Monumental              | Pablo Pozo    | 18 de junio | 15:00  | CDF    |
|        | Cobreloa             | 1 - 1       | Coquimbo Unido      |        | Municipal de Calama     | Eduardo Ponce | 18 de junio | 20:00  | CDF    |
|        | Universidad de Chile | 0(2) - (3)1 | Unión Española      |        | Nacional                | Rubén Selmán  | 19 de junio | 16:00  | CDF    |
|        | Universidad Católica | 4 - 1       | Deportes Concepción |        | San Carlos de Apoquindo | Guido Aros    | 19 de junio | 19:00  | CDF    |

### Semifinales
| Ida | Ida            | Ida       | Ida                  | Ida | Ida                        | Ida           | Ida         | Ida   | Ida |
|     | Local          | Resultado | Visitante            |     | Estadio                    | Árbitro       | Fecha       | Hora  | TV  |
| --- | -------------- | --------- | -------------------- | --- | -------------------------- | ------------- | ----------- | ----- | --- |
|     | Coquimbo Unido | 2 - 1     | Huachipato           |     | Francisco Sánchez Rumoroso | Guido Aros    | 22 de junio | 21:00 | CDF |
|     | Unión Española | 0 - 0     | Universidad Católica |     | Santa Laura                | Enrique Osses | 23 de junio | 20:00 | CDF |

| Vuelta | Vuelta               | Vuelta       | Vuelta         | Vuelta | Vuelta                  | Vuelta       | Vuelta      | Vuelta | Vuelta |
|        | Local                | Resultado    | Visitante      |        | Estadio                 | Árbitro      | Fecha       | Hora   | TV     |
| ------ | -------------------- | ------------ | -------------- | ------ | ----------------------- | ------------ | ----------- | ------ | ------ |
|        | Huachipato           | 1 - 1        | Coquimbo Unido |        | Las Higueras            | Pablo Pozo   | 25 de junio | 15:00  | CDF    |
|        | Universidad Católica | 1(9) - (10)1 | Unión Española |        | San Carlos de Apoquindo | Rubén Selmán | 26 de junio | 17:00  | CDF    |

### Final
| Ida | Ida            | Ida       | Ida            | Ida | Ida         | Ida        | Ida        | Ida   | Ida |
|     | Local          | Resultado | Visitante      |     | Estadio     | Árbitro    | Fecha      | Hora  | TV  |
| --- | -------------- | --------- | -------------- | --- | ----------- | ---------- | ---------- | ----- | --- |
|     | Unión Española | 1 - 0     | Coquimbo Unido |     | Santa Laura | Pablo Pozo | 3 de julio | 17:00 | CDF |

| Vuelta | Vuelta         | Vuelta    | Vuelta         | Vuelta | Vuelta                     | Vuelta       | Vuelta     | Vuelta | Vuelta |
|        | Local          | Resultado | Visitante      |        | Estadio                    | Árbitro      | Fecha      | Hora   | TV     |
| ------ | -------------- | --------- | -------------- | ------ | -------------------------- | ------------ | ---------- | ------ | ------ |
|        | Coquimbo Unido | 2 - 3     | Unión Española |        | Francisco Sánchez Rumoroso | Rubén Selmán | 9 de julio | 20:00  | CDF    |

## Campeón
|                        |
| Campeón Unión Española |
| 6.° título             |
|                        |

## Estadísticas

### Goleadores
| Jugador                                 | Jugador              | Goles | Equipo                |
| --------------------------------------- | -------------------- | ----- | --------------------- |
| Bandera de Chile                        | Álvaro Sarabia       | 13    | Deportes Puerto Montt |
| Bandera de Chile                        | Joel Estay           | 13    | Everton               |
| Bandera de Chile                        | Héctor Mancilla      | 13    | Huachipato            |
| Bandera de Chile                        | José Luis Villanueva | 12    | Universidad Católica  |
| Bandera de Chile                        | Marcelo Corrales     | 11    | Coquimbo Unido        |
| Bandera de Chile                        | Manuel Neira         | 10    | Unión Española        |
| Bandera de Chile                        | Marco Olea           | 10    | Universidad de Chile  |
| Bandera de Chile                        | Héctor Tapia         | 9     | Colo-Colo             |
| Bandera de Chile                        | José Luis Jerez      | 9     | Unión Española        |
| Bandera de Colombia                     | Alex Comas           | 8     | Deportes La Serena    |
| Bandera de Chile                        | Rodrigo Millar       | 8     | Huachipato            |
| Bandera de Chile                        | César Díaz           | 8     | Santiago Wanderers    |
| Bandera de Argentina · Bandera de Chile | Sergio Gioino        | 8     | Universidad de Chile  |

### Tripletas, pókers o manos
Aquí se encuentra la lista de tripletas o hat-tricks, póker de goles y manos (en general, tres o más goles anotados por un jugador en un mismo encuentro) convertidos durante el torneo:
| # | Fecha      | Jugador          | Goles | Local              | Resultado | Visitante             | Jornada |
| - | ---------- | ---------------- | ----- | ------------------ | --------- | --------------------- | ------- |
| 1 | 02/02/2005 | Daniel Pérez     |       | Huachipato         | 5 - 4     | Cobreloa              | 3       |
| 2 | 19/02/2005 | Héctor Tapia     |       | Deportes La Serena | 3 - 7     | Colo-Colo             | 6       |
| 3 | 27/02/2005 | Patricio Neira   |       | Palestino          | 0 - 3     | Deportes Puerto Montt | 7       |
| 4 | 12/03/2005 | José Luis Sierra |       | Unión Española     | 4 - 2     | Coquimbo Unido        | 9       |
| 5 | 29/05/2005 | Álvaro Sarabia   |       | Cobreloa           | 4 - 3     | Deportes Puerto Montt | 19      |

### Autogoles
| Autogoles          | Autogoles             | Autogoles                 | Autogoles | Autogoles |
| Jugador            | Equipo                | Favorecido                | Goles     | Fecha     |
| ------------------ | --------------------- | ------------------------- | --------- | --------- |
| Juan Luis Mora     | Rangers               | Palestino                 | 1         | 1         |
| Luis Guajardo      | Deportes Concepción   | Cobreloa                  | 1         | 10        |
| Christian Traverso | Deportes Melipilla    | Universidad de Concepción | 1         | 11        |
| Mauro Donoso       | Huachipato            | Universidad Católica      | 1         | 12        |
| Alejandro Figueroa | Deportes Temuco       | Universidad de Concepción | 1         | 13        |
| Cristián Basaure   | Deportes Puerto Montt | Universidad de Concepción | 1         | 15        |

## Clasificación a torneos internacionales

### Copa Sudamericana 2005
Clasificaron a este torneo continental:
- Universidad Católica: 1° en la Fase Clasificatoria.
- Universidad de Chile: 2° en la Fase Clasificatoria.

### Copa Libertadores 2006
Clasificaron a este torneo continental:
- Unión Española: por ser el campeón del Torneo de Apertura 2005 tras vencer en la final a Coquimbo Unido. Clasificó como Chile 1.

## Fuente
- RSSSF Chile 2005

| Predecesor: Torneo Clausura 2004 (Chile) julio - diciembre de 2004 | Campeonato oficial de la primera división de fútbol en Chile Torneo Apertura 2005 enero - junio de 2005 | Sucesor: Torneo Clausura 2005 (Chile) julio - diciembre de 2005 |

- Datos: Q3534432